# Bornito de Sousa
Bornito de Sousa Baltazar Diogo (* 23. Juli 1953 in Quéssua, Provinz Malanje) ist ein angolanischer Rechtsanwalt, Hochschullehrer und Politiker der Volksbewegung zur Befreiung Angolas MPLA (Movimento Popular de Libertação de Angola), der von 2017 bis zum 14. September 2022 Vizepräsident Angolas war.

## Leben
Bornito de Sousa Baltazar Diogo, Sohn von Job Baltazar Diogo und Catarina Manuel Simão Bento, absolvierte nach dem Schulbesuch des Liceu Nacional Salvador Correia, dem heutigen Magistério Mutu-ya-Kevela (MMK) ein Studium der Rechtswissenschaften an der Universidade Agostinho Neto (UAN). Nach deren Abschluss war er als Rechtsanwalt tätig und begann sein politisches Engagement als Erster Sekretär der Juventude do Movimento Popular de Libertação de Angola JMPLA, der Jugendorganisation der Volksbewegung zur Befreiung Angolas MPLA (Movimento Popular de Libertação de Angola). Er war als Professor am Lehrstuhl für Politikwissenschaften und Verfassungsrecht der Juristischen Fakultät der Universidade Agostinho Neto sowie als Professor am Lehrstuhl für Politikwissenschaften und Verfassungsrecht der Juristischen Fakultät der Katholischen Universität von Angola UCAN (Universidade Católica de Angola), die am 22. Februar 1999 ihren Lehrbetrieb aufnahm.
Für die MPLA war Bornito de Sousa Mitglied der Nationalversammlung (Assembleia Nacional) und bei den Wahlen zur Nationalversammlung Angolas am 5./6. September 2008 auf der Landesliste (Círculo Nacional) zum Abgeordneten gewählt. Während seiner Parlamentszugehörigkeit war er nicht nur Vorsitzender der MPLA-Fraktion (Grupo Parlamentar do MPLA), sondern auch Präsident des Auswärtigen Ausschusses (Comissão de Relações Exteriores), des Ausschusses für Recht, Geschäftsordnung und Mandate (Comissão de Assuntos Jurídicos, Regimento e Mandatos) sowie des Verfassungsausschusses (Comissão Constitucional).
Im Februar 2010 wurde Bornito de Sousa als Minister für Territorialverwaltung (Ministro da Administração do Território) in die Regierung von Präsident José Eduardo dos Santos berufen und als solcher bei der Regierungsbildung nach den Wahlen zur Nationalversammlung am 31. August 2012 bestätigt. Bei den darauf folgenden Wahlen zur Nationalversammlung am 23. bis 26. August 2017, bei denen der seit 1979 regierende Staatspräsident José Eduardo dos Santos nicht mehr kandidierte, wurden João Lourenço zum neuen Staatspräsidenten und Bornito de Sousa als Nachfolger von Manuel Domingos Vicente zum neuen Vizepräsidenten Angolas gewählt. Auf dem VIII. Kongress wählte das ZK der MPLA ein aus 101 Personen bestehendes Politbüro, dem er ebenfalls angehört.
Nach den Wahlen zur Nationalversammlung am 24. August 2022 wurde Bornito de Sousa als Vizepräsident durch die ebenfalls der MPLA angehörigen Esperança da Costa abgelöst.
Aus seiner Ehe mit Maria José Rodrigues Ferreira Diogo gingen vier Kinder hervor.

## Veröffentlichung
- Angola. História constitucional, Coimbra, Livraria Almedina, 1996